# Henri Herz
Henri Herz (Viena, 6 de enero de 1803 - París, 5 de enero de 1888) fue un pianista virtuoso, compositor y fabricante de pianos austriaco.

## Biografía
Nació en Viena y cuando era niño estudió con su padre piano. En 1816 ingresó al Conservatorio de París, donde estudió con Victor Dourlen y Anton Reicha.
Célebre pianista, Herz viajó por todo el mundo, en giras por Europa, Estados Unidos y México y Rusia. Escribió un libro acerca de sus experiencias en el extranjero, My Travels in America.
Henri, cuando viajó a Estados Unidos se ejecutó la Obertura Semíramis de Rossini por 16 pianistas en Nueva York, Filadelfia y Baltimore, donde en ésta última localidad sólo hubo doce ejecutantes, en 1846. La obertura Guillermo Tell de Rossini, arreglada para ocho pianos y dieciséis pianistas fue presentada en Nueva York, Nueva Orleans, San Luis y Cincinnati en 1847. 
Henri Herz, anños después viajó a México donde realizó conciertos y fue el mejor pianista que haya tocado en tierras mexicanas en esa época, con sus múltiples conciertos. En dos de ellos hubo uno en los que se convocó a 16 pianistas locales para le ejecución de dos obras, en arreglo para ese número de ejecutantes, desempeñándose en ocho pianos evento que se les denominó “Concierto Monstruo” el 5 y 7 de septiembre de 1849, en el Teatro Nacional del cual los periódicos locales lo mencionaron (El universal) y Monitor Republicano. 
Herz repitió lo que otros músicos ya lo habían realizado en décadas anteriores en Europa. antecedente mencionado en el libro "From Paris to Peoria: How European Piano Virtuosos Brought Classical Music to the American Heartland" de R. Allen Lott.
Herz fundó su propia fábrica de pianos en París, construyó una sala de conciertos ahí y enseñó en el Conservatorio (1842-74). De sus alumnos, sólo uno, Madame Roger-Miclos, grabó a inicios de 1900 para la compañía Fonotipia.
De su vasta producción destacan sus 18 Grandes estudios de conservatorio Op. 153 compuestos para el conservatorio de París en los que plantea todos los problemas técnicos en grado avanzado (octavas, saltos, notas repetidas, toque ligero, arpegios...), la Sonata di Bravura Op. 200, 8 Conciertos y su participación en una de las variaciones de «Hexameron» junto a Chopin, Liszt, Thalberg, Czerny y Pixis.

## Enlaces relacionados
- Partituras libres de Henri Herz en el Proyecto Biblioteca Internacional de Partituras Musicales (IMSLP).
- Notas y discografía en http://www.allmusic.com/

- Datos: Q572547
- Multimedia: Henri Herz / Q572547